# Xã Kirklin, Quận Clinton, Indiana
Xã Kirklin (tiếng Anh: Kirklin Township) là một xã thuộc quận Clinton, tiểu bang Indiana, Hoa Kỳ. Năm 2010, dân số của xã này là 1.380 người.